# Illustrationes et Observationes Botanicae
Illustrationes et Observationes Botanicae, (abreujat Ill. Observ. Bot.), és un llibre amb il·lustracions i descripcions botànic i ictiòleg francès, Antoine Gouan. Va ser publicat a l'any 1773 amb el nom d'Illustrationes et Observationes Botanicae, ad specierum historiam facientes.